# Веселин Беломъжов
Веселин Тотев Беломъжов е български дипломат.

## Биография
Роден е през 1913 г. в ловешкото село Катунец. От 1942 до 1944 г. лежи в затвора по политически причини. След 9 септември 1944 г. започва работа в Министерския съвет. Завършва ВИИ „Карл Маркс“ в София (УНСС). Известно време е заместник-председател на ДПК и представител на НРБ в СИВ. Бил е заместник-председател на Комитета за наука и технически прогрес. На дипломатическа служба в МВнР от 1973. Посланик в Дания от 1973 до 1977. Владее немски, английски, руски език. Умира през 1993 г. Автор е на мемоарната книга „Не само спомени“, Държавно военно издателство, 1986.